# Герб ЦАР
Герб Центральноафриканской Республики — официальный символ государства. Первый герб был принят в 1958 году, современный — в 1963, при президенте Давиде Дако.

## Описание
Герб был принят законом № 63-394 17 мая 1963 года на заседании Национальной ассамблеи. Он представляет собой разделённый на пять частей французский щит. В центре щита находится небольшой красный щиток с серебряным кругом, на котором изображён чёрный силуэт континента и по её центру золотая пятиконечная звезда. В первой четверти изображена серебряная голова слона на зелёном фоне, во второй — зелёный баобаб на серебряном фоне, в третьей — три четырёхлучевые серебряные звезды (1: 2) на золотом фоне, в четвёртой — чёрная кисть правой руки с вытянутым вперёд указательным пальцем на синем фоне, указывающая на центральный щиток.
Щит обрамлён двумя флагами Центральноафриканской Республики. Над щитом — восходящее солнце, на котором находится надпись «1er DÉCEMBRE 1958» (фр. 1 декабря 1958, дата провозглашения республики), под щитом — звезда «Ордена Заслуг», высшего ордена страны. Над солнцем серебряная лента с надписью на языке санго «Zo kwe zo» (санго «Каждый человек является человеком», то есть все созданы равными), внизу герба серебряная лента с надписью на французском языке — «Unité, dignité, travail» (фр. Единство, достоинство, труд).
Голова слона символизирует время, когда слоновая кость была важной отраслью экономики. Баобаб — природу и крепость страны. Рука является символом политической партии MESAN, которая была правящей и единственной легальной партией в стране, когда принимался герб; три звезды символизируют три региона страны и три слова государственного девиза «Unité, dignité, travail»; центральная часть герба с пятиконечной звездой — центральное положение республики на африканском континенте; солнце — свободу; 17 лучей солнца — 16 префектур и столицу страны Банги.

## История герба

### Герб Центральноафриканской республики (1958—1963)
В 1958 году Франция реорганизовала управление своими колониями, и 1 декабря 1958 бывшая французская колония Убанги-Шари стала автономной республикой в составе Французского сообщества. В этот же день были приняты флаг и герб страны. Герб страны повторял рисунок флага: французский геральдический щит, трижды рассечённый на синее, серебряное, зелёное и золотое поля и пересечённый красным поясом; в правом верхнем углу щита помещалась жёлтая пятиконечная звезда. Когда в 1960 году Центральноафриканская республика получила независимость, герб не изменился. Новый (современный) герб принят в 1963 году.

### Герб приЖане-Беделе Бокассе(1966—1979)
В 1972 году пришедший к власти в 1966 году президент Бокасса изменил девиз, и теперь он стал читаться как «Zo A Yeke zo» (санго «Каждый человек — тоже человек», то есть каждый человек остаётся человеком независимо от обстоятельств).
В 1976 году образовалась Центральноафриканская империя. Герб империи основывался на гербе республики, в который были внесены следующие изменения:
- С солнца была удалена дата «1er DÉCEMBRE 1958» и добавлен орёл (орёл на фоне солнца являлся императорским символом и был изображён на короне Бокассы).
- Надпись на верхней ленте была изменена на «4 DÉCEMBRE 1976» (фр. 4 декабря 1976 — дата провозглашения империи и принятия новой конституции)
- Над солнцем была изображена корона империи с изображением орла на фоне солнца.
- Между короной и лентой с девизом была вставлена надпись «Empire centrafricain» (фр. «Центральноафриканская империя»).
- Над древками флагов были расположены девизы: слева «Zo kwe zo», справа — «Zo A Yeke Zo»[5].

20 сентября 1979 года была вновь провозглашена республика и восстановлен старый герб.